# NASCAR Grand National de 1951
A Temporada da NASCAR Grand National de 1951 foi a terceira edição da Nascar, com 41 etapas disputadas o campeão foi Herb Thomas.

## Calendário
| '  | Data   | Corrida           | Circuito                         | Campeão         | Segundo            | Terceiro        |
| 1  | 11-feb | Race 1            | Daytona Beach & Road Course      | Marshall Teague | Tim Flock          | Fonty Flock     |
| 2  | 1-apr  | Race 2            | Charlotte Speedway               | Curtis Turner   | Lee Petty          | Marshall Teague |
| 3  | 8-apr  | Race 3            | Lakeview Speedway                | Tim Flock       | Fonty Flock        | Herb Thomas     |
| 4  | 8-apr  | Race 4            | Carrell Speedway                 | Marshall Teague | Johnny Mantz       | George Seeger   |
| 5  | 15-apr | Race 5            | Occoneechee Speedway             | Fonty Flock     | Frank Mundy        | Bill Blair      |
| 6  | 22-apr | Race 6            | Arizona State Fairgrounds        | Marshall Teague | Erick Erickson     | Tim Flock       |
| 7  | 29-apr | Wilkes County 150 | North Wilkesboro Speedway        | Fonty Flock     | Tim Flock          | Lee Petty       |
| 8  | 6-mei  | Race 8            | Martinsville Speedway            | Curtis Turner   | Frank Mundy        | Tim Flock       |
| 9  | 30-mei | Poor Man's 500    | Canfield Speedway                | Marshall Teague | Tim Flock          | Fonty Flock     |
| 10 | 10-jun | Race 10           | Columbus Speedway                | Tim Flock       | Gober Sosebee      | Herb Thomas     |
| 11 | 16-jun | Race 11           | Columbia Speedway                | Frank Mundy     | Bill Blair         | Marshall Teague |
| 12 | 24-jun | Race 12           | Dayton Speedway                  | Curtis Turner   | Dick Rathmann      | Tim Flock       |
| 13 | 30-jun | Race 13           | Carrell Speedway                 | Lou Figaro      | Chuck Meekins      | Lloyd Dane      |
| 14 | 1-jul  | Race 14           | Grand River Speedrome            | Marshall Teague | Dick Rathmann      | Fonty Flock     |
| 15 | 8-jul  | Race 15           | Bainbridge Speedway              | Fonty Flock     | Dick Rathmann      | Frank Mundy     |
| 16 | 15-jul | Race 16           | Heidelberg Raceway               | Herb Thomas     | Jim Fiebelkorn     | Augie Walackas  |
| 17 | 29-jul | Race 17           | Asheville-Weaverville Speedway   | Fonty Flock     | Gober Sosebee      | Herb Thomas     |
| 18 | 31-jul | Race 18           | Monroe County Fairgrounds        | Lee Petty       | Charles Gattalia   | Ronnie Kohler   |
| 19 | 1-aug  | Race 19           | Altamont-Schenectady Fairgrounds | Fonty Flock     | Herb Thomas        | Lee Petty       |
| 20 | 12-aug | Motor City 250    | Michigan State Fairgrounds       | Tommy Thompson  | Joe Eubanks        | Johnny Mantz    |
| 21 | 19-aug | Race 21           | Fort Miami Speedway              | Tim Flock       | Dell Pearson       | Oda Greene      |
| 22 | 24-aug | Race 22           | Morristown Speedway              | Tim Flock       | Lee Petty          | Ronnie Kohler   |
| 23 | 25-aug | Race 23           | Greenville-Pickens Speedway      | Bob Flock       | Tim Flock          | Buck Baker      |
| 24 | 3-sep  | Southern 500      | Darlington Raceway               | Herb Thomas     | Jesse James Taylor | Buddy Shuman    |
| 25 | 7-sep  | Race 25           | Columbia Speedway                | Tim Flock       | Fireball Roberts   | Jimmie Lewallen |
| 26 | 8-sep  | Race 26           | Central City Speedway            | Herb Thomas     | Gober Sosebee      | Jim Paschal     |
| 27 | 15-sep | Race 27           | Langhorne Speedway               | Herb Thomas     | Fonty Flock        | Dick Rathmann   |
| 28 | 23-sep | Race 28           | Charlotte Speedway               | Herb Thomas     | Shorty York        | Donald Thomas   |
| 29 | 23-sep | Race 29           | Dayton Speedway                  | Fonty Flock     | Neil Cole          | Lloyd Moore     |
| 30 | 30-sep | Race 30           | Wilson Speedway                  | Fonty Flock     | Bob Flock          | Jimmie Lewallen |
| 31 | 7-okt  | Race 31           | Occoneechee Speedway             | Herb Thomas     | Leonard Tippett    | Joe Eubanks     |
| 32 | 12-okt | Race 32           | Thompson Speedway                | Neil Cole       | Jim Reed           | Dick Eagan      |
| 33 | 14-okt | Race 33           | Pine Grove Speedway              | Tim Flock       | John McGinley      | Billy Carden    |
| 34 | 14-okt | Race 34           | Martinsville Speedway            | Frank Mundy     | Lee Petty          | Billy Myers     |
| 35 | 14-okt | Race 35           | Oakland Stadium                  | Marvin Burke    | Robert Caswell     | Woody Brown     |
| 36 | 21-okt | Wilkes 200        | North Wilkesboro Speedway        | Fonty Flock     | Lee Petty          | Joe Eubanks     |
| 37 | 28-okt | Race 37           | Marchbanks Speedway              | Danny Weinberg  | Marvin Panch       | Bill Norton     |
| 38 | 4-nov  | Race 38           | Speedway Park                    | Herb Thomas     | Jack Smith         | Fonty Flock     |
| 39 | 11-nov | Race 39           | Lakewood Speedway                | Tim Flock       | Bob Flock          | Jack Smith      |
| 40 | 11-nov | Race 40           | Carrell Speedway                 | Bill Norton     | Dick Meyer         | Erick Erickson  |
| 41 | 25-nov | Race 41           | Lakeview Speedway                | Frank Mundy     | Tim Flock          | Red Duvall      |

## Classificação final
| 1  | Herb Thomas        | 4208 |
| 2  | Fonty Flock        | 4062 |
| 3  | Tim Flock          | 3722 |
| 4  | Lee Petty          | 2392 |
| 5  | Frank Mundy        | 1963 |
| 6  | Buddy Shuman       | 1368 |
| 7  | Jesse James Taylor | 1214 |
| 8  | Dick Rathmann      | 1040 |
| 9  | Bill Snowden       | 1009 |
| 10 | Joe Eubanks        | 1005 |